# 루 크라우스 시니어
루이스 버나드 크라우스 시니어(영어: Lewis Bernard Krausse Sr., 1912년 6월 12일~1988년 9월 6일)는 미국의 프로 야구 선수이자 스카우트이다. 미국 펜실베이니아주 미디어 출신으로, 포지션은 투수였다. 1931년과 1932년에 메이저 리그 베이스볼(MLB)의 필라델피아 애슬레틱스에서 뛰었으며, 모두 23경기에 출전했는데 그중 네 차례만이 선발 등판일 정도로 주로 구원 투수로만 기용되었다. 메이저 리그 통산 5승 1패를 기록했다.
어퍼다비 고등학교 시절 투수로 눈에 띄어 1931년 필라델피아 애슬레틱스와 계약했으며, 그해 아메리칸 리그(AL)에서 가장 어린 선수였다. 메이저 리그 데뷔 첫해 3경기, 다음해 19경기에 출전했으며, 1932년 시즌 마지막 등판 경기에서 완봉승을 기록했으나, 이후 팔 부상으로 인해 메이저 리그에서 더 이상 활약하지 못했다. 이후 엘마이라 파이오니어스에서의 두 차례 리그 우승을 비롯해 여러 마이너 리그 팀을 거쳤다. 1946년 시즌을 마지막으로 현역에서 은퇴한 뒤에 필라델피아 필리스와 애슬레틱스 구단에서 스카우트로 일했다. 아들 루 크라우스 주니어도 아버지의 대를 이어 메이저 리그에서 투수로 뛰며 68승을 거뒀다.

## 출생과 성장
루이스 버나드 크라우스 시니어는 1912년 6월 12일 미국 펜실베이니아주 미디어에서 태어났다. 어퍼다비 고등학교를 다니며 유망한 투수로 이름을 알렸다. 빠른 속구는 크라우스가 가장 즐겨 사용하는 구종이었다. 1931년, 필라델피아 애슬레틱스와 계약을 맺었고, 구단은 그를 메이저 리그 로스터에 포함시켰다. 크라우스는 18살의 나이로 그해 아메리칸 리그(AL)에서 가장 어린 선수였다.

## 필라델피아 애슬레틱스 (1931~1932)

### 1931년
1931년 시즌, 크라우스는 경기에 거의 투입되지 못했고, 시즌 개막 후 세 번째 달이 되어서 메이저 리그 데뷔전을 치렀다. 6월 11일 세인트루이스 브라운스와의 경기에서 선발로 나서 6실점한 루브 월버그를 대신해 7회 경기에 교체 출전해 2+1⁄3이닝을 던지며 2실점했고, 소속팀 필라델피아는 8–2로 패배했다.
1931년 시즌의 끝이 다가오면서, 필라델피아 애슬레틱스의 코니 맥 감독은 월드 시리즈를 앞두고 월버그, 레프티 그로브, 조지 언쇼 등의 주전 투수들에게 휴식을 부여하는 한편, 신진급 투수들에게 선발 기회를 주었다. 9월 25일, 7월 이후 첫 출전이자 메이저 리그 첫 선발 등판 경기를 갖게 된 크라우스는 보스턴 레드삭스를 상대로 4피안타 1실점 무자책 완투를 했고, 소속팀 필라델피아가 7–1로 승리하면서 승리 투수가 되었다.
1931년 시즌 총 세 경기에 출전한 크라우스는 그해 1승 무패, 4.09의 평균자책점(ERA)를 기록했다. 월드 시리즈에서는 등판하지 않았고, 소속팀 필라델피아는 7차전까지 가는 승부 끝에 세인트루이스 카디널스에 패배해 준우승에 만족해야 했다.

### 1932년

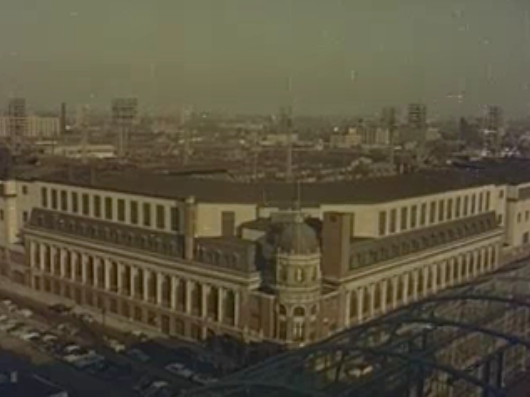
크라우스의 필라델피아 애슬레틱스 시절 뛰던 홈구장인 샤이브 파크

데뷔 첫해 2,500달러를 받은 크라우스는 다음해인 1932년 3,000달러의 계약을 맺었고, 직전 시즌과 달리 경기에 좀 더 자주 나설 수 있게 되었다. 주 보직은 구원 투수였고, 선발로는 3경기에 등판했다. 7월 10일, 크라우스는 후일 미국야구연구협회(SABR)의 스티븐 V. 가이스가 "야구 역사상 가장 거칠고 미친 듯한 경기 중의 하나"라고 일컬은 리그 파크에서의 클리블랜드 인디언스와의 경기에 선발 등판했다. 당시 애슬레틱스 선수단은 전날까지 3일 연속 홈에서 더블헤더 경기를 치른 뒤였고, 일요일 야구 경기를 금지하는 엄법의 영향으로 클리블랜드에서 한 경기를 치르게 되었다. 기차 요금과 투수들의 어깨를 아끼고 싶었던 코니 맥 감독은 이 경기에 투수 두 명, 크라우스와 베테랑 에디 롬멜하고만 동행했다. 크라우스는 1회에만 얼 에이버릴의 3점 홈런을 포함해 4안타를 내주었고, 이에 인내심을 잃은 맥 감독은 2회에 투수를 교체했다. 구원 투수로 나선 롬멜은 무려 17이닝을 던졌고, 애슬레틱스는 18이닝 승부 끝에 18–17의 승리를 거두었다.
크라우스는 메이저 리그에서 완봉승을 단 한 번 기록했는데, 그 경기는 바로 크라우스의 1932년의 마지막 등판에서 있었다. 7월 이후 크라우스가 등판한 두 번째 경기이자 보스턴 레드삭스와의 더블헤더 2차전이 있었던 9월 2일의 경기에서, 크라우스는 6피안타로 상대 타선을 묶고 15–0 완봉승을 따냈다. 크라우스는 그해 19경기에 출전해 57이닝 동안 4승 1패, 평균자책점 4.58, 16탈삼진, 24볼넷, 64피안타를 기록했다. 필라델피아 애슬레틱스 소속으로 뒤었던 2시즌 동안 모두 23경기(4선발)에 출전해 5승 1패, 평균자책점 4.50, 17탈삼진, 30볼넷, 70피안타의 기록을 나타냈다.

## 팔 부상 (1933~1934)
1933년 시즌을 앞두고 3,000달러의 계약을 맺은 크라우스는 시즌 개막 전에 마이너 리그로 강등되었고, 팔 부상 때문에 데뷔 후 지난 2년간 던졌던 것처럼 강하게 공을 던질 수 없었다. 이후 마이너 리그에서 몇 시즌을 더 뛰었지만, 예전 구속을 되찾거나 메이저 리그로 복귀하는 일은 없었다.
클래스 AA 인터내셔널 리그에서 시즌을 시작한 크라우스는 몬트리올 로열스와 올버니 세너터스, 이 두 팀에서 시즌을 보냈다. 그러다 시즌 중 보스턴 브레이브스 구단이 크라우스에 대한 권리를 습득하면서, 크라우스는 뉴욕 펜 리그(NYPL)에 속해 있는 클래스 A 팀인 해리스버그 세너터스로 다시 배치받았다. 그해 해리스버그에서 11경기에 출전해 3승 4패, 3.74의 평균자책점을 기록했다. 1934년, 브레이브스 구단은 크라우스를 스프링 트레이닝에 초청했다. 하지만 크라우스는 메이저 리그 로스터에 들지 못했고 다시 해리스버그로 내려가야 했다. 그해 해리스버그에서 28경기에 출전해 169이닝 동안 8승 11패, 5.01의 평균자책점을 나타냈다.

## 엘마이라 파이오니어스 (1935~1938)
1935년 시즌 중, 크라우스는 메이저 리그 산하에 소속되어 있지 않은 뉴욕 펜 리그의 엘마이라 파이오니어스에 합류했다. 그해 40경기에 출전해 229이닝 동안 15승 11패, 4.09의 평균자책점을 기록했다. 1936년, 브루클린 다저스가 엘마이라 구단을 사들였다. 그해 크라우스는 엘마이라에서 본인의 커리어 하이이자 팀 프랜차이즈 기록인 24승을 거두었으며, 9패를 떠안았다. 크라우스의 활약 덕에 소속 구단 파이오니어스는 내셔널 리그 후반기 페넌트 우승을 차지했다.
엘마이라 구단은 1937년 들어서 팀명을 '커널스'(Colonels)로 교체했으며, 그해 크라우스는 39경기에 출전해 210이닝 동안 17승 9패, 3.34의 평균자책점을 나타냈다. 엘마이라 커늘스는 2위 팀을 6+1⁄2경기 차로 누르고 리그 1위를 했으며, 플레이오프에서 헤이즐턴 마운티너스와 윌크스배리 배런스를 차례로 꺾고 거버너스 컵 우승을 차지하며 1914년 이후로 첫 포스트시즌 우승을 거머쥐었다. 1938년, 크라우스는 다저스의 스프링 트레이닝에 초청받았지만 또다시 메이저 리그 로스터에 이름을 올리는데 실패했고, 엘마이라에서 네 번째 시즌을 보냈다. 엘마이라 구단은 팀명을 다시 파이오니어스로 바꾼 뒤 이스턴 리그에 합류했다. 그해 크라우스는 38경기에 출전해 275이닝 동안 18승 12패, 2.88의 평균자책점을 기록했다. 포스트시즌에서 엘마이라는 먼저 빙엄턴을 5전 3선승제 시리즈에서 꺾은 뒤에 결승 시리즈에서 헤이즐턴을 물리치며 2년 연속 거버너스 컵 우승을 차지했다. 그해 12월 다저스 구단이 현금을 포함해 크라우스를 세인트루이스 카디널스의 3루수이자 외야수인 지미 아웃로와 맞바꾸는 트레이드를 진행하면서, 이해는 크라우스의 엘마이라에서의 마지막 시즌이 되었다.
엘마이라에서의 4시즌 동안, 크라우스는 정규 시즌 74승을 거두었고 포스트시즌에서 다섯 차례 시리즈에 뛰었다. 엘마이라 지역 신문인 《스타가제트》에서 편집자를 맡았던 알 말레트는 1988년에 "루는 틀림없이 엘마리아에서 뛴 가장 유명한 투수였다"고 이야기했다. 크라우스는 선수로서 은퇴한 뒤에도 종종 엘마이라를 방문했으며, 1961년에는 샐 매글리, 피트 리저와 함께 엘마이라 야구 명예의 전당에 초대 헌액자로 입성했다.

## 카디널스 및 레드삭스 산하 마이너 리그 (1939~1943)
크라우스가 카디널스 산하 마이너 리그에서 있었던 기간은 그리 길지 않았다. 1939년, 클래스 AA 리그인 아메리칸 어소시에이션의 콜럼버스 레드버즈에서 투수로 3경기에 출전한 후, 보스턴 레드삭스 산하 마이너 리그 클래스 A1 팀인 서던 어소시에이션의 리틀록 트래블러스로 소속을 옮겼다. 그곳에서 그해 26경기(19선발)에 출전해 140이닝 동안 8승 11패, 평균자책점 5.34, 182피안타를 기록했다.
1940년 시즌에는 리틀록과 이스턴 리그의 스크랜턴 레드삭스에서 뛰었다. 리틀록에서는 21경기(14선발)에 출전해 5승 9패, 4.58의 평균자책점을 나타냈고, 스크랜턴에서는 13경기(10선발)에 출전해 4승 6패, 비교적 낮은 2.72의 평균자책점을 기록했다.
이후 두 시즌 더 스크랜턴에서 뛰었다. 1941년에는 29경기에 출전해 193이닝을 던지며 15승 9패, 평균자책점 2.70, 181피안타를 기록했으며, 1942년에는 26경기(21선발)에 출전해 166이닝을 던지며 10승 10패, 평균자책점 2.93, 171피안타를 기록했다. 1943년에는 클래스 B 인터스테이트 리그의 랭커스터 레드로지스에서도 잠시 뛰며 다섯 경기에서 39이닝 동안 3승 2패를 기록했다.

## 군복무와 현역 마지막 시즌 (1944~1946)
크라우스는 1944년과 1945년 2년간 제2차 세계 대전에 참전한 미국 육군에 군복무를 하면서 선수로 뛸 수 없었다. 그러다 1946년 클래스 D 이스턴 쇼어 리그에 참가하는 페더럴스버그 에이스의 선수 겸 감독을 맡으며 마이너 리그로 복귀했다. 이 무렵 크라우스는 "갖가지 종류의 커브를 구사하는 것으로 잘 알려져 있었다. 그해 페더럴스버그에서 29경기에 출전해 216이닝 동안 11승 12패, 평균자채점 4.29, 272피안타를 기록했다. 1946년은 크라우스가 선수로서 현역 마지막 시즌이었다. 페더럴스버그는 그해 37승 87패의 성적을 거두며 8팀으로 구성된 리그에서 8위에 머물렀다.

## 선수 은퇴 후
1947년, 크라우스는 필라델피아를 연고지로 하는 또 다른 팀인 필라델피아 필리스에서 스카우트로서 일을 시작해 1956년까지 필리스 구단에서 근무했다. 그 이후에는 캔자스시티로 연고지를 옮긴 애슬레틱스 구단으로 자리를 옮겨 계속해서 스카우트로 일하며, 미국 중서부 지역의 선수들을 탐색하는 일을 맡았다. 스카우트로서 근무하며 유망주에 대한 보고서 작성이 가장 시간을 오래 소요하는 작업이었고, 크라우스는 기자에게 "시간이 그리 나쁘지 않아요."라고 답하기도 했다. 크라우스는 1961년 애슬레틱스 구단이 자신의 아들 루 크라우스 주니어와 12만 5천 달러의 보너스 계약을 맺기로 하는 결정에 상당한 영향력을 미쳤다. 루 크라우스 주니어는 1961년부터 1974년까지 애슬레틱스를 비롯한 메이저 리그의 다섯 팀에서 뛰며 68승을 거두었다.

## 사생활
크라우스는 릴리언(Lillian)이라는 이름의 여성과 결혼했다. 부부 사이에는 루 크라우스 주니어 말고도 그보다 어린 아들 데이브(Dave)를 두었다. 크라우스는 선수 시절 오프 시즌 기간에 자신의 형제와 함께 자신의 고향 미디어에서 주유소를 운영하기도 했다. 크라우스의 아내 릴리언은 1967년에 심장마비로 사망했다. 2년 후에 크라우스 본인도 심장마비를 겪었으나 다행히 살았고, 이후 삶을 이어갔다. 플로리다주 새러소타에서 여생을 보내다가, 1988년 9월 6일 76세의 나이로 세상을 떠났다.

## 통산 기록
| 연 도     | 소 속     | 등 판 | 선 발 | 완 투 | 완 봉 | 무 4 구 | 승 리 | 패 전 | 세 이 브 | 홀 드 | 승 률 | 타 자 | 이 닝 | 피 안 타 | 피 홈 런 | 볼 넷 | 고 4 | 몸 맞 | 탈 삼 진 | 폭 투 | 보 크 | 실 점 | 자 책 점 | 평 자 책 | W H I P |
| --------- | --------- | ----- | ----- | ----- | ----- | ------- | ----- | ----- | -------- | ----- | ----- | ----- | ----- | -------- | -------- | ----- | ---- | ----- | -------- | ----- | ----- | ----- | -------- | -------- | ------- |
| 1931년    | PHA       | 3     | 1     | 1     | 0     |         | 1     | 0     | 0        |       | 1.000 | 46    | 11.0  | 6        | 2        | 6     | 0    | 0     | 1        | 1     | 0     | 6     | 5        | 4.09     | 1.091   |
| 1932년    | PHA       | 20    | 3     | 2     | 1     |         | 4     | 1     | 0        |       | .800  | 256   | 57.0  | 64       | 3        | 24    | 0    | 0     | 16       | 1     | 1     | 31    | 29       | 4.58     | 1.544   |
| 통산: 2년 | 통산: 2년 | 23    | 4     | 3     | 1     |         | 5     | 1     | 0        |       | .833  | 302   | 68.0  | 70       | 5        | 30    | 0    | 0     | 17       | 2     | 1     | 37    | 34       | 4.50     | 1.471   |